# Johannes Rydberg
Johannes Robert Rydberg (8. listopad 1854, Halmstad – 28. prosinec 1919, Lund) byl švédský fyzik. Celý život se snažil objevit nějaký vztah mezi spektrálními čarami prvků a vnitřní strukturou jejich atomů, čímž položil základy spektroskopie. Zabýval se též systematikou prvků.

## Život
Ve čtyřech letech ztratil otce a rodina musela žít velmi skromně. Vystudoval gymnázium v Halmstadu (1873) a poté univerzitu v Lundu (1879). Přednášet zde začal již v roce 1880, nejprve matematiku. Poté se začal zajímat o matematickou fyziku a problém elektřiny. Roku 1882 začal přednášet fyziku a stal se asistentem ve Fyzikálním institutu. V roce 1888 publikoval vzorec (Rydbergovu formuli), který umožňoval přepovídat vlnové délky fotonů při různých přechodech elektronu vodíku. Ze spektrálních čar, které roku 1802 objevil William Hyde Wollaston a nezávisle na něm roku 1815 Joseph von Fraunhofer, zkoušel též odvodit vnitřní strukturu atomů, ovšem neúspěšně. Formuloval také vztah, podle kterého se kmitočty spektrálních čar prvků vyjadřují rozdílem funkcí dvou celých čísel. V roce 1901 byl jmenován profesorem fyziky. Tuto pozici zastával až do svého odchodu do důchodu v roce 1919 (kdy ho vystřídal jeho žák Manne Siegbahn). Od roku 1914 byl vážně nemocen, přesto do důchodu odešel až těsně před svou smrtí. Roku 1919 byl zvolen členem Královské společnosti.

## Ocenění
Na jeho počest byla pojmenována Rydbergova konstanta, tedy energie prvního stavu elektronu v atomu vodíku. Stejně tak je po něm nazvána Rydbergova formule pro energetické stavy atomu vodíku. Atomy s elektrony excitovanými do vysokých kvantových stavů byly nazvány Rydbergovy atomy. Jeho jméno nese rovněž kráter na Měsíci a planetka 10506.